# Fátyol Tivadar
Fátyol Tivadar Géza (Makó, 1953. július 23. – Budapest, 2014. december 10.) magyar zenész, dalszerző, forgatókönyvíró, producer. Fátyol Mihály (1909–1980) zenész fia.

## Életpályája
Általános iskoláit Makón végezte. Ennek befejezése után, 1967-től tíz éven keresztül a Rajkó zeneiskola növendéke és a Rajkó Zenekar tagja volt. 1975-ben a Liszt Ferenc Zeneművészeti Főiskolán zeneszerzést tanult. Mint zeneszerző a 70-es évek közepén mutatkozott be, elsősorban tánckoreográfiákhoz írt munkáival. Az 1970-es évek végén már részt vett a bontakozó roma értelmiségi mozgalomban Péli Tamás, Lakatos Menyhért, Choli Daróczi József és Kovács József Hontalan oldalán. Ott volt 1983-ban Tiszadobon, amikor Péli Tamás Születés című pannója készült. Ő is szerepel a pannón. 
Zeneszerzője az 1984-ben a Magyar Televízió megrendelésére a Lakatos Menyhért által írt Átok és Szerelem című zenés balladának. A film számos fesztiválon díjat nyert. 1996-ban a Szabadkai Színház tűzte műsorára az Átok és Szerelem című filmből írt musicalt, mely több mint száz előadást élt meg. 1989-1990 között Európa Cigányai címmel egy hatórás dokumentumfilm elkészítésében vett részt mint forgatókönyvíró, zenei szerkesztő, szaktanácsadó. A film német-szlovák-magyar koprodukcióban készült, rendezője Martin Slivka volt. 1994-ben … és a Mika című film forgatókönyvét írta, melyet Gábor Péter rendezett. A film több nemzetközi díjat nyert.
1995-ben megrendezték nemcsak Magyarország, de „a világ első és egyetlen” roma fesztiválját, a Rom Som cigány fesztivált. Rendezője a Hága Antónia vezette Ariadne Kulturális Alapítvány, az ötlet megálmodója és a program főszervezője pedig Fátyol Tivadar volt.
1995-ben Németországban és az Amerikai Egyesült Államokban − a BMG kiadásában − jelent meg a Gipsy Vagabonds együttessel önálló CD-je. 1996-ban a Romani Kris című film szaktanácsadója volt. 1998-ban Mihályfy Sándor rendező felkérésére az Ábel Amerikában című film zenéjét szerezte, amelyet a Tavaszi Filmszemlén mutattak be. Rendszeresen dolgozott külső munkatársként a Magyar Televízió Roma Magazinjában mint szerkesztő-rendező. Itt készült el a Rajkó Zenekar 50 éves munkásságát bemutató televíziós film, a Rajkók – 50 éves a Rajkó Zenekar, melynek munkatársa volt. A Rádió C zenei igazgatója és műsorvezetője közel két éven keresztül, majd 2004 októberétől ismét itt dolgozott mint programigazgató és műsorvezető. 2006 januárjától azután ügyvezető igazgatóként, és nem utolsósorban a fiatal kollégák (többek között „Spagi”, Gallyas Klári, Ignácz Józsi, Csík Juci, Baranyi Laura, Báder Csabi, Halper Laci, Lakatos Gyuszi, Báthory Robi) mestereként és „papája”-ként.
2009-től a Nóta TV programigazgatója lett.
A Fórum Film Alapítvány és Néprajzi Múzeum filmes csapatában 2000 óta dolgozott. Zenei rendezője volt a Három nővér (2008, Anzix film) alkotásnak. Alkotótársként/szakértőként dolgozott a Szívmuzsikusok (2000, Fórum Film Alapítvány), a Cigány kép – Roma kép (2001, Néprajzi Múzeum), a Kései születés (2002, Néprajzi Múzeum), a Decolores (2004, Fórum Film Alapítvány) filmekben.
2002 szeptemberében beiratkozott a Wesley János Lelkészképző Főiskola teológia szakára. Részt vett a Sorsunk címmel bemutatott húszrészes dokumentumfilm elkészítésében, amely a Magyar ATV-n volt látható. 2003-ban a Lakatos Menyhértről készült Füstös képek című portréfilm riportere volt. A roma holokauszt évfordulóján készült Út a halálba című filmjét a 2006-os Filmszemlén Schiffer Pál-díjjal jutalmazták.
2006-ban alkotótársa volt A Roma Kultúra Virtuális Háza DVD-ROM-nak, mely a nemlétező roma múzeumot próbálta megjeleníteni Fleck Gáborral, Kőszegi Edittel és Szuhay Péterrel együttműködésben. Ebben ő szerkesztette a zenei gyűjteményeket.
Tagja volt az Újságíró Szövetségnek is.
A szendrőládi terepmunka és filmezés következtében a Bhim Rao Egyesület mentoraként segítette (a Káló testvérek „papájaként” is) a tanoda és a Mentor Program munkáját, és a közgyűlés és a felügyelőbizottság tagja is lett.

## Filmes munkái
- Átok és szerelem (1985)
- Haláli történetek (1991)
- Romani Cris – Cigánytörvény (1997)
- Ábel Amerikában (1998)
- Kitagadottak (2000)
- Mesterségem címere… (2001)
- Chacho Rom (2002)
- Füstös képek (2003)
- Út a halálba (2004)
- Tegyetek tanítványokká minden népeket (2004)
- Menekülés a szerelembe (2006)
- Homorú tükröt kaptam örökül (2006)
- Menedék

## Díjai
- MACIKA Közéleti díj (2003)
- A Magyar Köztársasági Érdemrend lovagkeresztje (2004)
- Schiffer Pál-díj (2005)

## Emléke
- Halála előtt egy évvel, november 12-én Jánoska István és Zsiga Ottó a Hétről Hétre – Roma Kulturális Magazinműsor 5. részében egy egyórás beszélgetést készítettek Fátyol Tivadarral.
- 2018-ban Életkerék – Emlékest címmel Fátyol Tivadar, Kovács József Hontalan, Lakatos Menyhért és Péli Tamás tiszteletére a Kossuth Klubban Szentandrássy István főszervezésében megemlékezést tartottak. Erről filmes beszámoló is készült.
- A harminc éve: 89/90 program keretében 2021-ben a Nemzetközi Roma Nap alkalmából néhány perces filmet mutattak be életéről és munkásságáról.
- 2022-ben az Együtt, szabadon – Magyar Cigány Hősök című vándorkiállítás az 1956-os forradalom és a rendszerváltoztatás idején példaértékű szerepet vállalt magyar cigányság hőseit mutatta be, s ezek egyike volt Fátyol Tivadar.